# إيما زيمر
إيما زيمر (بالألمانية: Emma Zimmer)‏ (و. 1888 – 1948 م) هي سياسية ألمانية، ولدت في شلوشترن، كانت عضوةً في الحزب النازي، توفيت في هاملن، عن عمر يناهز 60 عاماً، بسبب شنق.